# Episodi di Melissa & Joey (prima stagione)
La prima stagione della serie televisiva Melissa & Joey, composta da trenta episodi, è stata trasmessa negli Stati Uniti per la prima volta dall'emittente ABC Family dal 17 agosto 2010 al 14 settembre 2011.
In Italia, è trasmessa in prima visione sul canale satellitare Comedy Central dal 9 aprile 2012. In chiaro va in onda dal 30 settembre 2013 su Deejay TV.
| nº | Titolo originale                 | Titolo italiano                    | Prima TV USA      | Prima TV Italia |
| -- | -------------------------------- | ---------------------------------- | ----------------- | --------------- |
| 1  | Pilot                            | Una tata per Mel                   | 17 agosto 2010    | 9 aprile 2012   |
| 2  | Moving On                        | Un tato al piano di sotto          | 17 agosto 2010    | 10 aprile 2012  |
| 3  | Nanny Love                       | Un amore di tato                   | 24 agosto 2010    | 11 aprile 2012  |
| 4  | Boy Toys 'R' Us                  | Cattivi ragazzi                    | 31 agosto 2010    | 12 aprile 2012  |
| 5  | The Perfect Storm                | La tempesta perfetta               | 7 settembre 2010  | 13 aprile 2012  |
| 6  | Spies & Lies                     | Spie e bugie                       | 14 settembre 2010 | 16 aprile 2012  |
| 7  | Up Close & Personal              | L'altra Mel                        | 21 settembre 2010 | 17 aprile 2012  |
| 8  | Dancing With the Stars of Toledo | Ballando con le stelle...di Toledo | 28 settembre 2010 | 18 aprile 2012  |
| 9  | Seoul Man                        | Il Coreano                         | 5 ottobre 2010    | 19 aprile 2012  |
| 10 | In Lennox We Trust               | Questione di fiducia               | 12 ottobre 2010   | 20 aprile 2012  |
| 11 | A Fright in the Attic            | Qualcuno in soffitta               | 19 ottobre 2010   | 23 aprile 2012  |
| 12 | Joe Knows                        | Joey lo sa                         | 26 ottobre 2010   | 24 aprile 2012  |
| 13 | Enemies with Benefits            | Il ritorno di Tiffany              | 29 giugno 2011    | 25 aprile 2012  |
| 14 | Don't Train on My Parade         | Amore e ginnastica                 | 6 luglio 2011     | 26 aprile 2012  |
| 15 | Lost in Translation              | A libera interpretazione           | 13 luglio 2011    | 27 aprile 2012  |
| 16 | Joe Versus the Reunion           | La riunione di classe              | 20 luglio 2011    | 30 aprile 2012  |
| 17 | Toledo's Next Top Model          | Toledo's Next Top Model            | 27 luglio 2011    | 1º maggio 2012  |
| 18 | The Mel Word                     | Mel ed Emily                       | 3 agosto 2011     | 3 maggio 2012   |
| 19 | Auction Hero                     | Joey all'asta                      | 3 agosto 2011     | 2 maggio 2012   |
| 20 | Waiting for Mr. Right            | Aspettando quello giusto           | 10 agosto 2011    | 4 maggio 2012   |
| 21 | Young Love                       | Giovane amore                      | 17 agosto 2011    | 7 maggio 2012   |
| 22 | Mel & Joe's Anniversary          | Mel e l'anniversario di Joe        | 17 agosto 2011    | 8 maggio 2012   |
| 23 | Going the Distance?              | Amore a distanza                   | 24 agosto 2011    | 10 maggio 2012  |
| 24 | All Politics is Local            | Opposizione in famiglia            | 24 agosto 2011    | 9 maggio 2012   |
| 25 | The Other Longo                  | I fratelli Longo                   | 31 agosto 2011    | 11 maggio 2012  |
| 26 | Teacher/Teacher                  | Il compito di storia               | 31 agosto 2011    | 14 maggio 2012  |
| 27 | Play Ball                        | Il trofeo di softball              | 7 settembre 2011  | 16 maggio 2012  |
| 28 | A House Divided                  | Confine di proprietà               | 7 settembre 2011  | 15 maggio 2012  |
| 29 | Do As I Say, Not As I Did        | Non fare ciò che ho fatto io       | 14 settembre 2011 | 17 maggio 2012  |
| 30 | The Settlement                   | La liquidazione                    | 14 settembre 2011 | 18 maggio 2012  |